# August Wilhelm Eichler
August Wilhelm Eichler  (ur. 22 kwietnia 1839 w Neukirchen, zm. 2 marca 1887 w Berlinie) – botanik niemiecki. Napisał m.in. Entwicklungsgeschichte der Blatter, Blütendiagramme (1875–1878) oraz Syllabus der Vorlesungen über Phanerogamenkunde (1883).
Eichler studiował matematykę i nauki przyrodnicze na Uniwersytecie w Marburgu, uzyskując w 1861 doktorat. W 1865 został wykładowcą na Uniwersytecie w Monachium, a sześć lat później profesorem botaniki w Technische Hochschule w Grazu i dyrektorem Ogrodu Botanicznego. W 1872 otrzymał posadę na Uniwersytecie w Kilonii, gdzie pozostał do 1878 roku, kiedy to został dyrektorem zielnika na Uniwersytecie Berlińskim.